# 金綱一男
金綱 一男（かねづな かずお、1940年3月28日 - ）は、日本の実業家。1963年関東学院大学工学部建築学科卒。卒業後設計事務所を経て1964年（有）金綱工務店を設立。1969年（株）金綱工務店に改組。1972年新日本建設株式会社に社名変更。1989年千葉県本社の建設業界としては初の店頭公開企業達成。1994年東証2部に市場変更。2002年東証1部に市場変更。2013年代表取締役会長に就任。2019年代表権のない会長に就任。現在に至る。

## 実績
- 1989年 - 新日本建設を店頭公開企業とする（千葉県本社の建設業では初）
- 1994年 – 東証2部に市場変更
- 2002年 – 東証1部に市場変更